# 双欣岭水库
双欣岭水库是中国吉林省四平市伊通满族自治县境内的一座水库，位于杨树河上，建于1968年。水库正常库容为1397万立方米，集雨面积为99平方公里，海拔为261.8公尺。